# Augochlora thebe
Augochlora thebe är en biart som först beskrevs av Carlos Schrottky 1909.  Augochlora thebe ingår i släktet Augochlora och familjen vägbin. Inga underarter finns listade.